# 과르다
과르다(Guarda)는 스위스 그라우뷘덴주의 인구에 있는 이전 시정촌이다. 2015년 1월 1일에 아르데츠, 과르다, 타라스프, 프탄 및 젠트의 이전 지자체가 스쿠올의 지자체로 병합되었다.
과르다는 1975년 건축 유산을 보존한 공로로 바커상을 수상했다.

## 역사
과르다는 Warda로 1160년에 처음 언급되었다.

## 지리

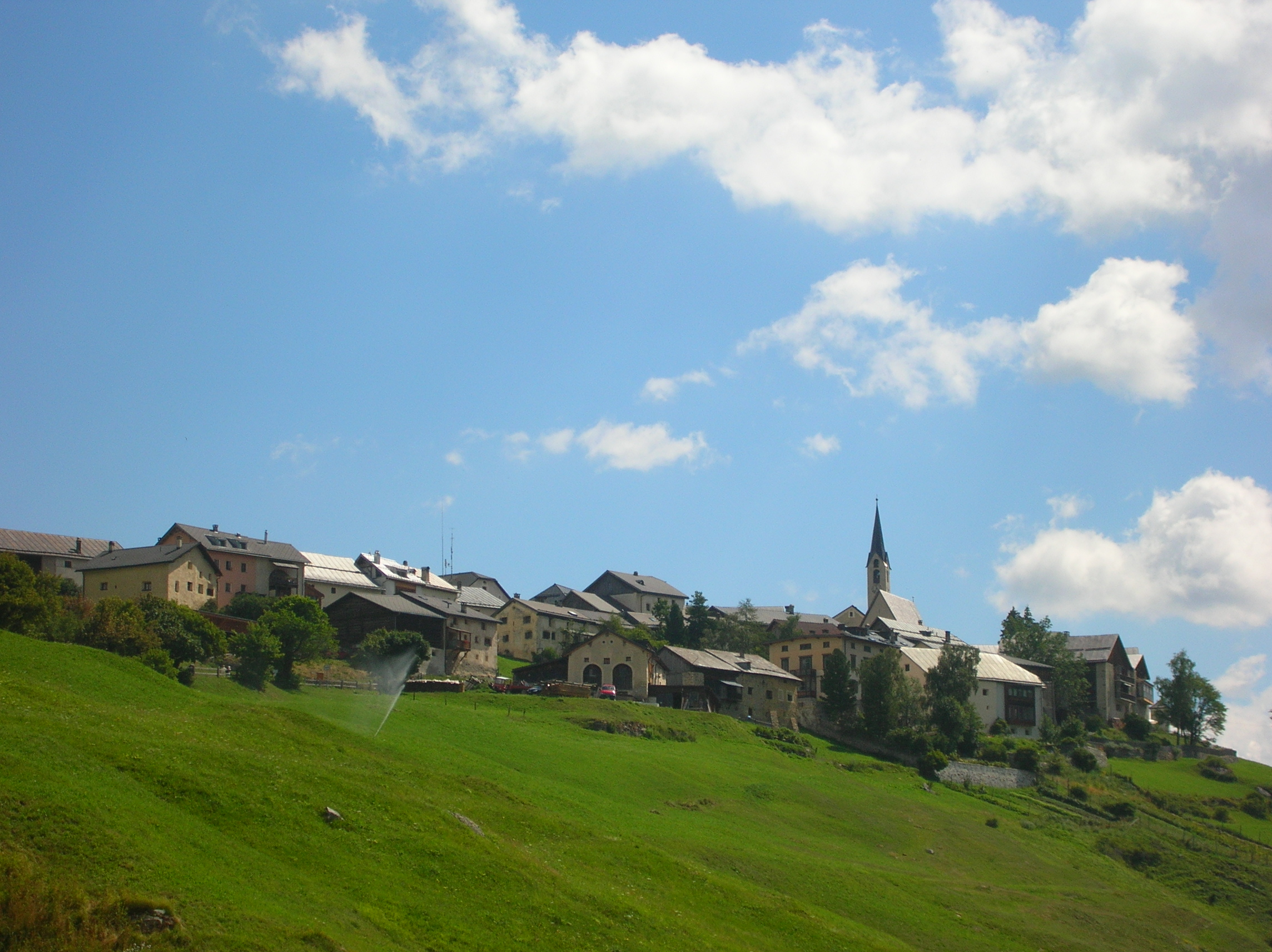
과르다

과르다의 면적은 2006년 기준으로 31.5k㎡이다. 이 지역의 35.5%는 농업용으로 사용되고, 12.5%는 산림이다. 나머지 토지 중 0.7%는 정착지(건물 또는 도로)이고, 나머지(51.4%)는 비생산적(강, 빙하 또는 산)이다.
이전 시정촌은 인강의 왼쪽 은행 위의 테라스에 있는 인 지구의 Sur Tasna 하위 지구에 있다. 계곡 위의 선형 마을인 과르다와 계곡 바닥을 따라 Giarsun 정착지로 구성되어 있다.

## 인구 통계
2014년 기준, 과르다의 인구는 155명이다. 2008년 기준으로 인구의 13.5%가 외국인으로 구성되어 있다. 지난 10년 동안 인구는 -13.4%의 비율로 감소했다.
2000년 기준으로 인구의 성별 분포는 남성 49.7%, 여성 50.3%이다. 2000년 현재 과르다의 연령 분포는 다음과 같다. 8명의 어린이 또는 인구의 5.6%가 0세에서 9세 사이이다. 9명의 십대(6.3%)는 10~14세이고 7명의 십대(4.9%)는 15~19세이다. 성인 인구 중 16명(인구의 11.1%)이 20~29세이다. 13명 또는 9.0%는 30~39세, 28명 또는 19.4%는 40~49세, 17명 또는 11.8%는 50~59세이다. 노인 인구 분포는 13명 또는 인구의 9.0%가 60~69세이다. 고령자는 70~79세가 21명(14.6%), 80~89세가 12명(8.3%)이다.
2007년 연방 선거에서 가장 인기 있는 정당은 46.3%의 득표율을 기록한 SVP였다. 다음으로 가장 인기 있는 세 정당은 SPS (35%), CVP (8.7%) 및 FDP (7.4%)였다.
전체 스위스 인구는 일반적으로 교육 수준이 높다. 과르다에서는 인구의 약 77.3%(25-64세)가 필수가 아닌 고등 교육 또는 추가 고등 교육(대학 또는 응용학문대학)을 완료했다.
과르다의 실업률은 1.83%이다. 2005년 현재 1차 경제 부문에 27명이 고용되어 있으며, 이 부문에 약 12개 기업이 참여하고 있다. 19명이 2차 부문에 고용되어 있고, 이 부문에 8개의 기업이 있다. 56명이 3차 부문에 고용되어 있으며, 이 부문에는 14개의 기업이 있다.
역사적 인구는 다음 표에 나와 있다.
| 년도 | 인구 |
| ---- | ---- |
| 1850 | 280  |
| 1900 | 245  |
| 1950 | 193  |
| 1980 | 134  |
| 1990 | 165  |
| 2000 | 144  |

## 바커상

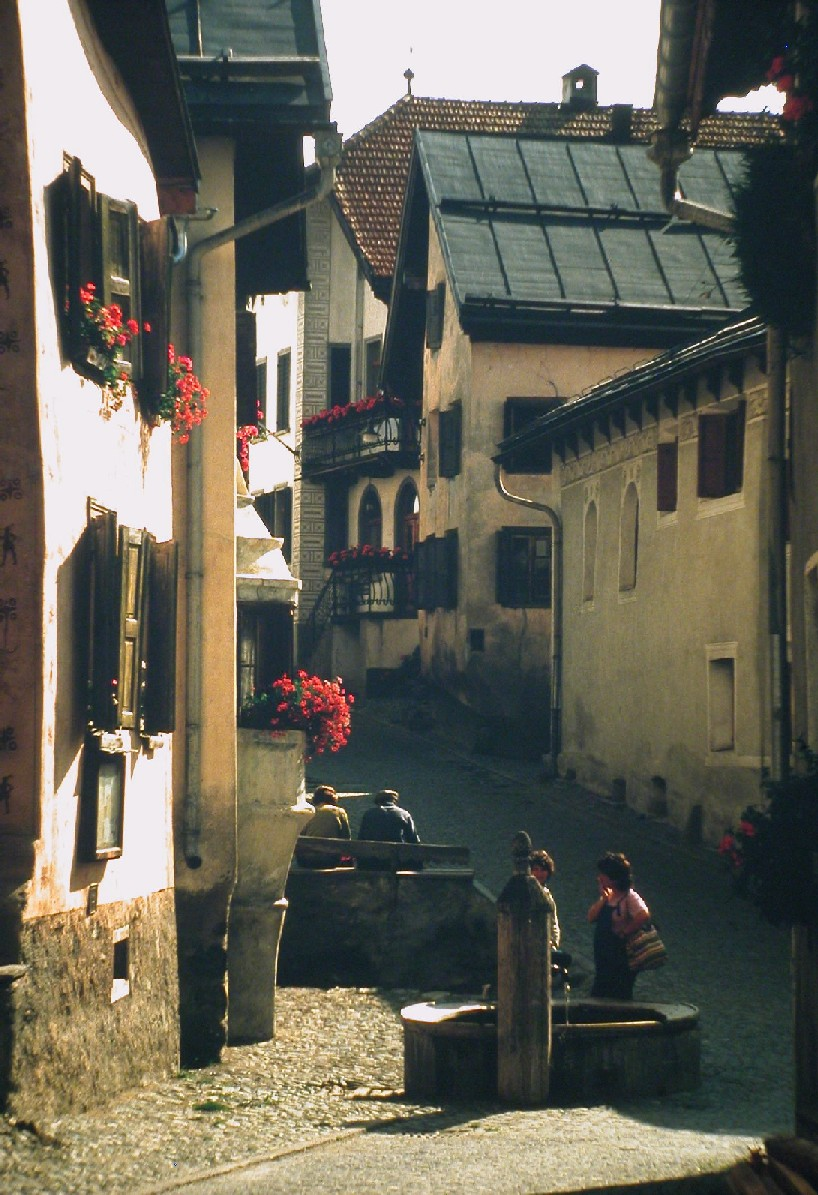
과르다 마을의 분수

1975년 스위스 유산 협회는 건축 유산을 보존한 공로로 과르다 바커상을 수여했다. 이 상은 운테렝가딘에서 가장 잘 보존되고 특징적인 마을 중 하나임을 기록한다. 이 보고서는 지자체가 가혹한 풍경과 관광 수요뿐만 아니라 마을에서 스위스의 도시로 젊은 사람들의 이주로 어려움을 겪었음을 지적한다.

## 언어

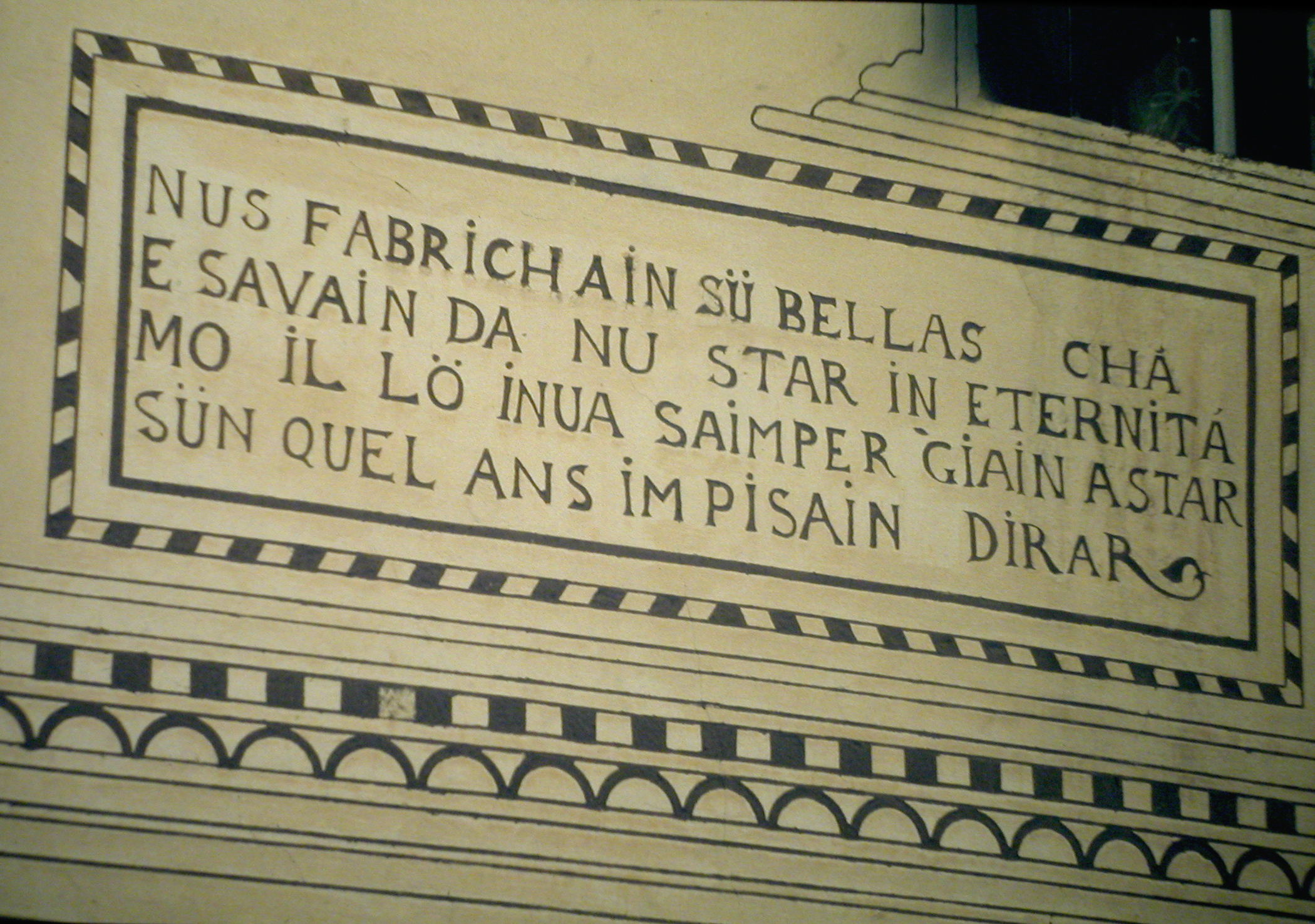
과르다의 로만슈어 즈그래피토

2000년 기준, 인구의 대부분은 래티셰 로만슈어(62.5%)를 사용하며, 독일어가 두 번째로 많이 사용(30.6%)되고, 프랑스어가 세 번째(2.8%)로 사용된다. 인구의 대다수는 로만슈어의 발란더 방언을 사용한다. 1980년대까지 마을은 거의 완전히 로만슈어를 사용했다(1880년 96%, 1900년 99%, 1941년 91%, 1980년 90%). 마을 학교는 여전히 로만슈어를 지원하지만, 과르다에서는 독일어를 사용하는 인구가 증가하고 있다.
| 과르다의 언어 |             |             |             |             |             |             |
| 언어          | Census 1980 | Census 1980 | Census 1990 | Census 1990 | Census 2000 | Census 2000 |
| 언어          | 수          | 비율        | 수          | 비율        | 수          | 비율        |
| 독일어        | 9           | 6.72%       | 42          | 25.45%      | 44          | 30.56%      |
| 로만슈어      | 121         | 90.30%      | 119         | 72.12%      | 90          | 62.50%      |
| 인구          | 134         | 100%        | 165         | 100%        | 144         | 100%        |